# Daïra d'Aïn el Berd
La daïra d'Aïn el Berd est une circonscription administrative algérienne située dans la wilaya de Sidi Bel Abbès. Son chef-lieu est situé sur la commune éponyme d'Aïn el Berd.
La daïra regroupe les quatre communes:
- Aïn El Berd
- Makedra
- Sidi Brahim
- Sidi Hamadouche